# 徴用工像
徴用工像（ちょうようこうぞう）は、徴用工をモチーフとして作成されたとされる銅像である。
徴用工像は、ソウルの在大韓民国日本国大使館等に設置された慰安婦像を作成したとしても知られるキム・ウンソン&キム・ソギョンが2016年に作成し、日本の京都市の坑道付近に設置され、その後は大韓民国にも多数設置されている。

## 概要
2017年4月28日、韓国の市民団体がソウルで記者会見し、ソウルの日本国大使館前と釜山の日本総領事館前及び韓国南西部の光州に徴用工像を設置すると発表した。市民団体は「徴用工は奴隷のように扱われ、日本政府は謝罪も補償もしていない」、「元徴用工の名誉回復と歴史の清算」が目的だと主張した。ソウルと釜山の徴用工像は違法に設置された慰安婦像の横に設置する予定とした。日本の当時内閣官房長官の菅義偉は同日午前の記者会見でこれに対し「極めて問題であると思っている。民間人徴用工問題含む日本と韓国との間の財産請求権の問題は、日韓請求権・経済協力協定により完全かつ最終的に解決済みの問題」「日韓関係に好ましくない影響を与え、外交関係に関するウィーン条約の規定に照らしても極めて問題だ」と重ねて指摘、外交ルートを通じ、韓国側に適切な対応を求めた。8月15日の光復節を前に、ソウルの龍山駅駅前広場、仁川の富平公園に徴用工像が設置された。また、市民団体「積弊清算・社会大改革釜山運動本部」が、釜山の日本国総領事館前に、2018年のメーデーに合わせての設置を計画した。一方、韓国政府は再び外交問題に発展する可能性を指摘し、同市内にある国立日帝強制動員歴史館への設置を提案しており、釜山市や東区も難色を示している。市民団体側は強行設置を試みたが、これ以上の日韓関係悪化を避けたい韓国政府の意向から約3000人の機動隊を動員して日本領事館周辺を警備させた。外国政府公館の周辺の100メートル以内では集会が禁じられていることを理由に像と市民団体メンバーを強制的に引き離すことで、日本領事館前への徴用工像の設置を阻止した。しかし、市民団体は領事館から数十m離れた歩道に像を放置したため、期限までに市民団体側に自主的に移動することを要求した。「外交的な摩擦を呼ぶ可能性が高い」として徴用工像には韓国政府は撤去したが、領事館前にある日韓合意で約束した日本政府公館前の慰安婦像は放置された。朝鮮日報によると違法に1ヶ月以上も放置されていたため、2018年5月31日に文在寅政権の指示の下で「外国公館の安寧の妨害や威厳の侵害を防止するための措置」を義務づけたウィーン条約を理由に、釜山領事館前の像は機動隊1500名が動員されて20分ほどで強制的に撤去された。市民団体側との交渉のために派遣された韓国政府代表は「外交公館に対する国際礼譲のため、日本総領事館前に設置するのは不可能」と撤去理由を説明している。

## 影響
2019年8月に大田市庁舎前の公園に設置された像について、当時の市議が「韓国人徴用工ではなく日本人をモデルに制作された」「日本人をモデルに作り、我々の先祖だと言うのは歴史の歪曲だ」と発言したことについて、裁判所が「真実相当性」を認定した。一方、像の制作者は日本人をモデルにしていないと主張し、市議に名誉毀損をされたとして損害賠償請求を起こした。地裁高陽支部の議政府は、2021年5月28日付けで制作者の主張を退け、請求を棄却した。判決では、1926年9月に日本の新聞に掲載された日本人労働者の写真に着目し、写真は韓国の教科書に誤って徴用工として掲載されたことから、像の外形的特徴が写真と似ていると指摘した上で、「日本人がモデルと信じる相当の理由がある」と判断したという。